# Флебит
Флеби́т (от др.-греч. φλέψ, родит.п. φλεβός «вена» + суффикс -itis «воспаление») — воспаление стенки вены.

## Причины заболевания
Флебит вызывается инфекцией или введением в вену раздражающих веществ (т. н. асептический флебит), а также изменением проницаемости стенки. Присоединение тромбоза вены ведёт к тромбофлебиту.

## Виды флебитов
Флебиты различают по месту воспалительных изменений вены: на наружной оболочке (перифлебит); на внутренней оболочке (эндофлебит). Часто поражаются все оболочки вены (панфлебит). При переходе воспалительного процесса на вену от окружающих тканей возникает перифлебит (при абсцессах, ожогах, туберкулезном поражении и т.д.), гигантоклеточный флебит (неясного генеза), характеризуется появлением гигантских многоядерных клеток.
Чаще встречаются флебит поверхностных или глубоких вен конечностей, тазовых вен; флебит воротной вены (пилефлебит) обычно возникает как осложнение воспалительного или гнойного процесса в брюшной полости.

## Исход флебита
Прогноз в большинстве случаев благоприятный, однако исходом может быть развитие склероза вены, тромбофлебит.

## Искусственный флебит
Асептический флебит иногда вызывают искусственно введением в просвет вены раздражающих веществ (при лечении варикозного расширения вен — с целью вызвать облитерацию их просвета).